# Tipula (Eumicrotipula) huanca
Tipula (Eumicrotipula) huanca is een tweevleugelige uit de familie langpootmuggen (Tipulidae). De soort komt voor in het Neotropisch gebied.